# 공명 기타

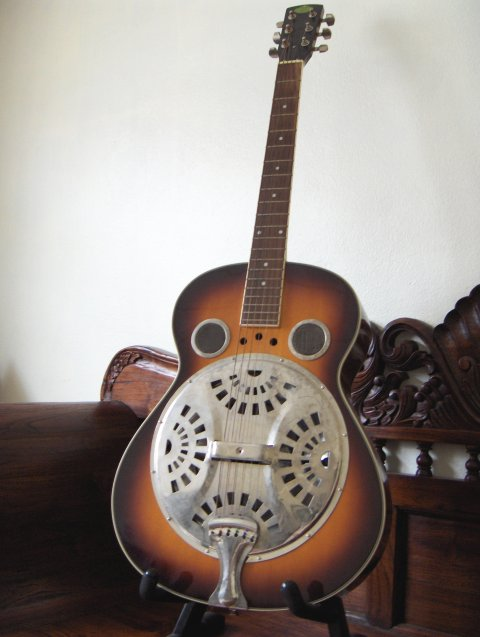
공명 기타

공명 기타(共鳴 -, Resonator guitar, 또는 Resophonic guitar)는 어쿠스틱 기타의 일종이다. 제2차 세계대전 이전에 기타의 음량을 증대시키기 위하여 고안되었다. 공명기(레저네이터, resonator)라 불리는 원형의 얇은 알루미늄판을 브리지 아래에 부착한 것이 특징이다. 동체도 금속제인 경우가 많다.

## 같이 보기
- 슬라이드 기타